# Оболенский, Алексей Алексеевич
Князь Алексей Алексеевич Оболенский (также Алексис Оболенский, англ. Alexis Obolensky; 20 апреля 1915 — 8 февраля 1986) — американский предприниматель, иногда называемый «Отцом современных коротких нард».

## Биография
Родился в 1915 году в дворянской семье Алексея Александровича Оболенского и Любови Петровны Трубецкой. Внук А. Д. Оболенского и П. Н. Трубецкого. В 1918 году, вскоре после революции в России, его семья эмигрировала во Францию, а в 1920-е годы переселилась в США. Выпускник Университета Вирджинии. Работал брокером по недвижимости в Палм-Бич.
Оболенский был организатором первого международного турнира по коротким нардам, который проходил с 1964 по 1970 на Багамах. Позже основан организацию «World Backgammon Club», президентом которой был до конца жизни. Был в числе организаторов первых чемпионатов мира по нардам, а также Американской ассоциации нардов, организации разработавшей стандартизированные правила соревнований.
Умер 8 февраля 1986 года на Манхэттене.
В 2018 году Оболенский был включён в американский зал славы коротких нард.

## Личная жизнь
В 1939—1952 годах состоял в браке с Джейн Уилер Ирби. У них родилось трое детей: дочери Анна и Мария и сын Алексей. В ноябре 1952 года повторно женился на  Кэтрин Тейлор, с которой также развёлся. В 1965 году женился в третий раз на Жаклин Энн Стедман.

## Публикации
- Obolensky, Alexis (with Ted James): Backgammon: The Action Game, Collier Books, 1969, ISBN 9780020810308